# Acanthoscelides obtectus
Il tonchio del fagiolo (Acanthoscelides obtectus (Say, 1831)) è un coleottero della famiglia dei Crisomelidi.

## Descrizione

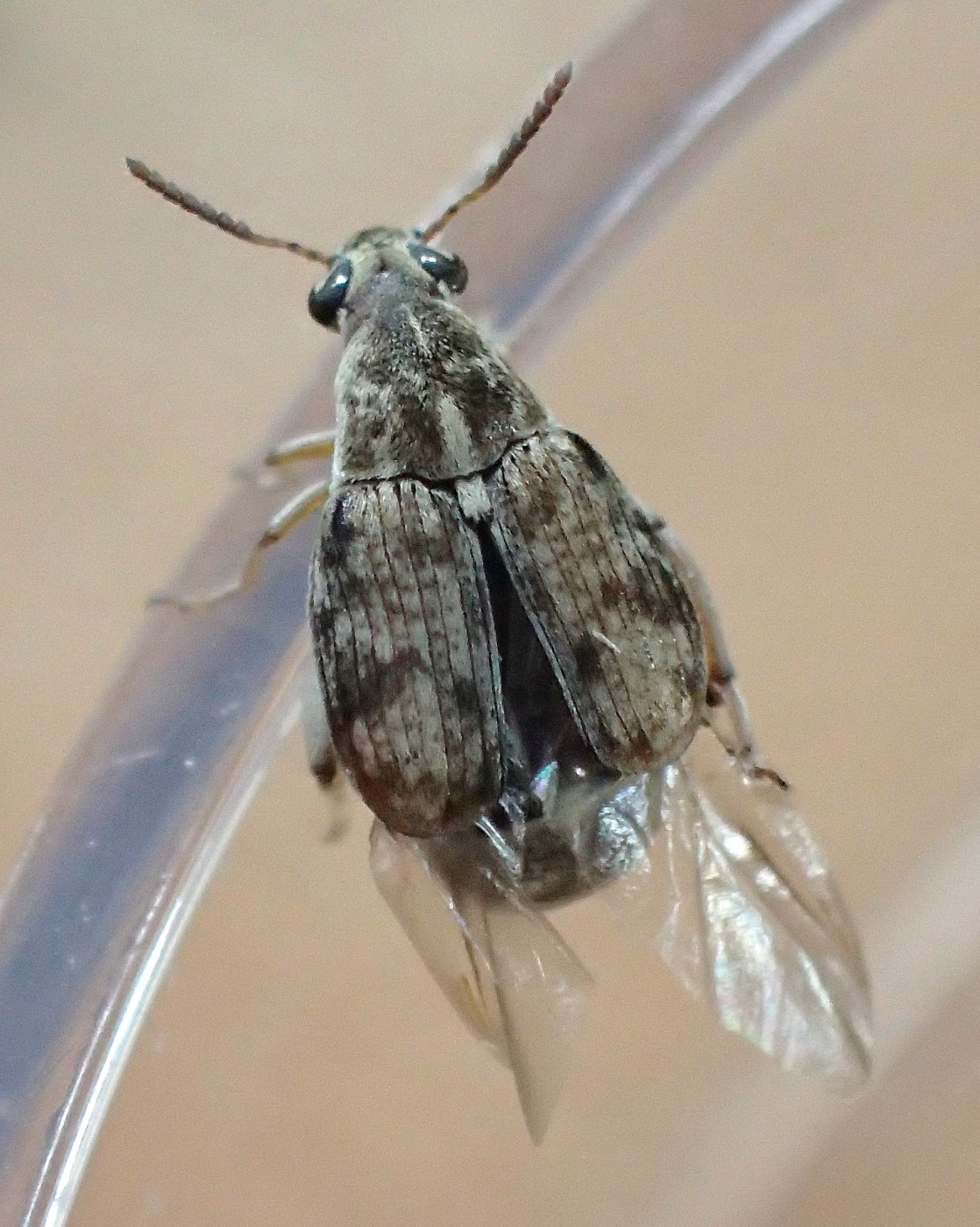
Esemplare mentre spiega le ali

Si tratta di un coleottero di piccole dimensioni, lungo, da adulto, dai 2 ai 5 mm. Il corpo è di forma ovoidale, leggermente convesso, di colore marrone chiaro o scuro, coperto di peluria giallo-verdastra con macchie longitudinali sopra, e grigio chiara sotto. Le elitre sono marrone scuro-rossiccio o grigio verdastro, e non coprono il termine dell'addome; dello stesso colore il pronoto, che è più largo che lungo.
La zampe sono giallo-rossicce, e il femore posteriore presenta un'estremità dentata. Il protorace è conico. Le antenne sono clavate, con i primi 4-5 segmenti marrone-rossiccio.
Le uova sono lattiginose, grandi 0,6x0,25 mm; le larve sono bianche, e presentano tre paia di lunghe zampe e testa gialla nel primo stadio, mentre sono apode, arcuate e con testa marroncina dal secondo stadio. Anche la pupa è bianca, lunga circa 4 mm.

## Biologia
Questo insetto si sviluppa su varie specie di leguminose, in particolare sul fagiolo o, secondariamente, sulla soia o la lenticchia; è documentata anche la nutrizione a spese di alfalfa, veccia, lupino e cicerchia, e all'occorrenza anche su cereali.
Le femmine depongono le uova (fino a duecento, in gruppi da cinque a venti) sui baccelli della pianta ospite, vicino alle suture o in un'apertura che scavano con le mandible in prossimità dei semi maturi; la schiusa avviene dopo 30-45 giorni e le larve entrano all'interno dei semi (anche più di una per seme) scavandovi gallerie man mano che se ne nutrono. La larva compie tutto il proprio ciclo vitale, che dura circa tre settimane, all'interno del seme: una volta maturata, scava una galleria d'uscita e quindi si impupa. Gli adulti sfarfallano dopo 9-29 giorni.
Se necessario, la specie può svernare -sempre all'interno dei semi- in tutti gli stadi; gli adulti emergono quando la temperatura esterna sale sopra agli 11-12 °C, ma restano inattivi fino a che non raggiunge i 16 °C; sopra ai 21 °C, con tempo asciutto e soleggiato, si spostano anche volando.
La specie è polivoltina, e in condizioni ottimali (come all'interno dei magazzini in cui vengono stoccati i legumi una volta raccolti) può produrre anche due o tre generazioni l'anno.

### Danni e lotta

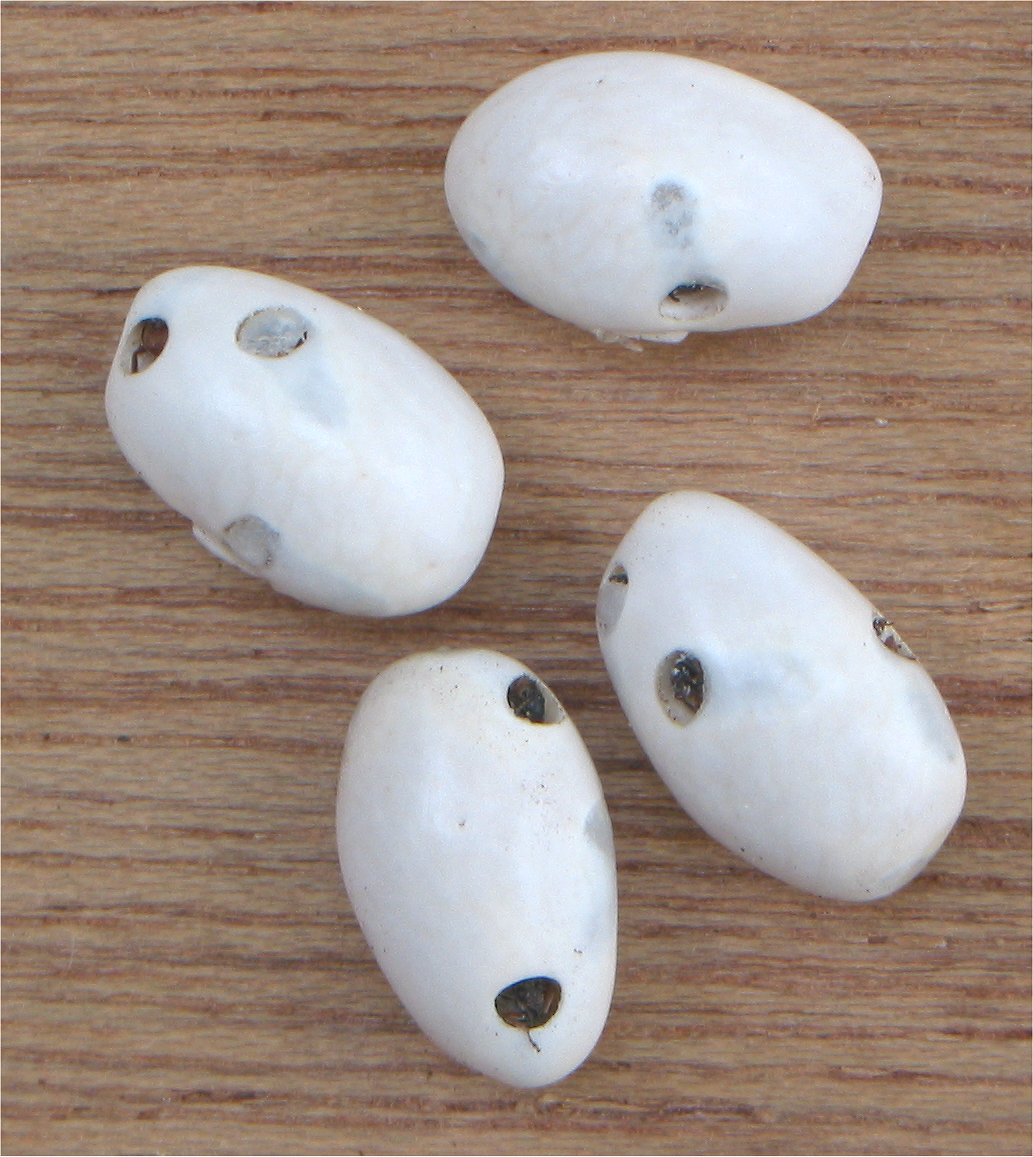
Semi di fagiolo comune colpiti dal tonchio

I semi colpiti dalle larve del tonchio vengono svuotati e bucherellati e perdono fertilità e sapore. I danni sono particolarmente ingenti all'interno dei magazzini, dove vi sono le condizioni ottimali per lo sviluppo dell'insetto (dai 22 ai 29 °C); possibili soluzioni includono la fumigazione o differenti modalità di stoccaggio (in particolare, la refrigerazione o l'atmosfera controllata).

## Distribuzione e habitat
Si tratta di una specie nativa dell'America centrale. È stata introdotta in Europa verso la fine del XIX secolo, colonizzando velocemente il territorio (era attestata in tutta Francia già negli anni 1920, periodo nel quale raggiunse anche la Crimea). La specie gode ora di diffusione pressoché globale, essendo documentata in tutti i paesi europei, nell'intero continente americano, in Africa, Asia, Australia ed anche alcune isole come le Hawaii.